# スクールガール・コンプレックス〜放送部篇〜
『スクールガール・コンプレックス～放送部篇～』は、2013年公開の日本映画作品。小沼雄一監督作品。
写真家青山裕企の『スクールガール・コンプレックス』を原案としたオリジナルストーリー。
女子高校の放送部を舞台とした青春群像劇。

## キャスト
- 新谷マナミ - 森川葵
- 三塚チユキ - 門脇麦
- 森野アイ - 近藤真彩
- 小田カズミ - 吉倉あおい
- 西野マユ - 今野鮎莉
- 村口アヤネ - 高井つき奈
- 江里口フタバ - 新木優子
- 本西郁美 - 寿美菜子
- ユキヤ - 長谷川朝晴

## スタッフ
- 監督・編集：小沼雄一
- 脚本：足立紳
- 音楽：宇波拓、木下和重、佳村萌、insect taboo
- 主題歌：さよならポニーテール「秘密の時間」
- 撮影：相馬大輔
- 照明：佐藤浩太
- 録音：山口満大
- 衣装：宮本まさ江
- 音響効果：渋谷圭介（Cinema Sound Works）
- 放送部指導協力：桐朋女子中学校・高等学校放送部有志
- プロデューサー：加藤伸崇、柴原祐一
- 企画協力：堅田浩二（イースト・プレス）
- 製作者：細野義朗
- 制作プロダクション：ダブ
- 製作・配給・宣伝：スターダストピクチャーズ